# محمد معاشو
محمد معاشو : لاعب دولي سابق (حارس مرمي) مع المنتخب الجزائري لكرة اليد من مواليد 25 جوان 1958.
بدأ معاشو مسيرته مع كرة اليد بالمدرسة موسم 1972 - 1973 وكانت انطلاقته الحقيقية سنة 1976 مع فريق نصر حسين داي الجزائري، وهو الفريق، الذي لعب به كامل حياته الرياضية حتى الاعتزال موسم 1991-1992. سنة 1979 أصبح معاشو لاعبا دوليا ال غاية سنة 1989وشارك مع الجيل الذهبي للكرة الجزائرية الذي فاز بـ5 ألقاب أفريقية.
بدأ معاشو مسيرته التدريبية موسم 1990-1991 مع فريقه نصر حسين داي وشغل في الوقت نفسه مدير التطوير والتكوين بالاتحاد الجزائري لكرة اليد حتى 1993 قبل أن ينتقل لتدريب المنتخب الجزائري.

## المنتخبات والاندية التي دربها
- 1996الي 2001 نادي الاهلي البحريني [3]
- 2001 الي 2003 نادي الشارقة الإماراتي
- 2003 الي 2004 المنتخب البحريني لكرة اليد [4]
- 2004 الي 2011 نادي الوصل الإماراتي [5]
- 2011 ال 2013 نادي الجزيرة الإماراتي [6][7]
- 2013 الي 2017 نادي النصر الإماراتي [8][9]
- 2017 الي 2020 نادي الوصل الإماراتي [10]

## إنجازات اللاعب

### منتخب الجزائر لكرة اليد
- البطل بطولة أفريقيا لكرة اليد للرجال : 1981، 1983، 1985
- المشاركة في الألعاب الأولمبية : 1980 [11]
- المشاركة في بطولة العالم لكرة اليد للرجال: 1982، 1986

## انجازات المدرب

### مع المنتخب
منتخب الجزائر لكرة اليد
- فضية بطولة افريقيا لكرة اليد : 1994
- المشاركة في بطولة العالم لكرة اليد: 1995

منتخب البحرين لكرة اليد
- المركز الرابع البطولة الاسيوية لكرة اليد 2004

### مع الاندية
نادي الاهلي البحريني لكرة اليد
- بطل الدوري البحريني لكرة اليد (2): 1996-1997، 1997-1998
- بطل كاس البحرين لكرة اليد (2): 1998-1999، 2000-2001
- بطل بطولة الأندية الخليجية أبطال الكأس لكرة اليد: 1996
- الثالث بطولة الأندية الخليجية أبطال الكأس لكرة اليد: 1997
- الثاني بطولة الأندية الخليجية أبطال الكأس لكرة اليد: 2000

نادي الشارقة الإماراتي لكرة اليد
- بطل الدوري الإماراتي لكرة اليد (1): 2001-2002

نادي الوصل الإماراتي لكرة اليد
- كاس السوبر الإماراتي: 2005-2006
- كاس رئيس الدولة: 2006-2007
- بطل الدوري الإماراتي لكرة اليد (2): 2008-2009، 2009-2010
- نهائي كأس رئيس الدولة: 2017-2018 [12]
- الثالث كأس صاحب السمو نائب رئيس الدولة: 2018-2019
- نهائي كأس صاحب السمو نائب رئيس الدولة: 2019-2020

نادي النصر الإماراتي لكرة اليد
- بطل الدوري الإماراتي لكرة اليد: 2013-2014
- بطل كاس رئيس الدولة: 2014-2015
- بطل كاس نائب رئيس الدولة: 2014-2015

## روابط خارجية
- محمد معاشو على موقع اللجنة الأولمبية الدولية (الإنجليزية)
- محمد معاشو على موقع أوليمبيديا (الإنجليزية)